# Pierre Adolphe Valette
Pierre Adolphe Valette (Saint-Étienne, Francia; 1876 - Blacé, Francia; 1942) fue un pintor impresionista francés. Sus obras más aclamadas son los paisajes urbanos de Mánchester, ahora en la colección de Manchester Art Gallery. Hoy en día es recordado principalmente como el tutor de L.S. Lowry.

## Biografía
Nació en Saint-Étienne en 1876, estudió en la Ecole municipale de Beaux-Arts et des Arts Décoratifs en Burdeos. Valette llegó a Inglaterra por razones desconocidas en 1904 y estudió en el Birbeck Institute, ahora parte de la Universidad de Londres. En 1905 viajó al noroeste de Inglaterra, donde diseñó tarjetas de felicitación y calendarios para una empresa de impresión en Mánchester. Asistió a clases nocturnas en Escuela Municipal de Arte de Mánchester y en 1907 fue invitado a formar parte del personal como profesor. El estilo de enseñanza del francés, pintura por demostración, era nuevo en el Reino Unido.
Lowry expresó gran admiración por Valette, quien le enseñó nuevas técnicas y le mostró el potencial del paisaje urbano como sujeto. Él lo llamó "un verdadero maestro ... un profesor dedicado". Lowry agregó: "No puedo sobreestimar el efecto que ha causado en mí al entrar en esta ciudad gris de Adolphe Valette, lleno de impresionistas franceses, conscientes de todo lo que estaba sucediendo en París".
En 1920 Valette renunció al puesto debido a la mala salud. Se quedó en Lancashire durante ocho años más, se dedicó a la enseñanza privada y la pintura en Mánchester y Bolton. En 1928 regresó a París, y posteriormente se trasladó a Blacé, donde murió en 1942.

## Estilo y actualidad
Las pinturas de Valette son impresionistas, un estilo que se adaptaba a la neblina húmeda de Mánchester. Manchester Art Gallery tiene una sala dedicada a él, en el que el espectador puede comparar algunos de sus cuadros con algunos de Lowry, y juzgar en qué medida el estilo propio de Lowry fue influenciado por él y por el Impresionismo francés en general.
The Lowry acogió una exposición de cerca de 100 obras de Valette junto con las obras de su discípulo L.S. Lowry, entre octubre de 2011 y enero de 2012. Incluía pinturas de Mánchester de Mánchester Art Gallery y préstamos de particulares.

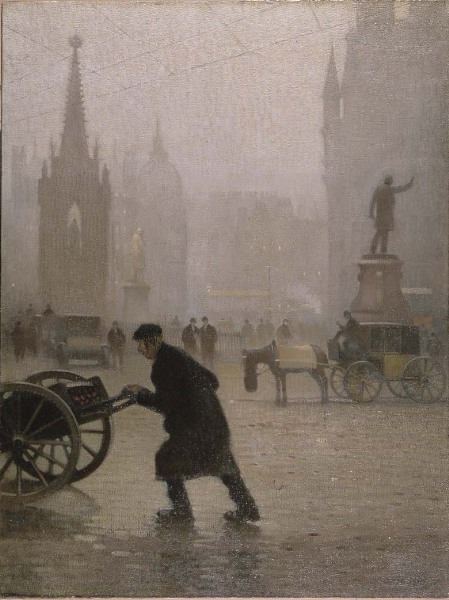
Pintura de Albert Square, Mánchester en 1910
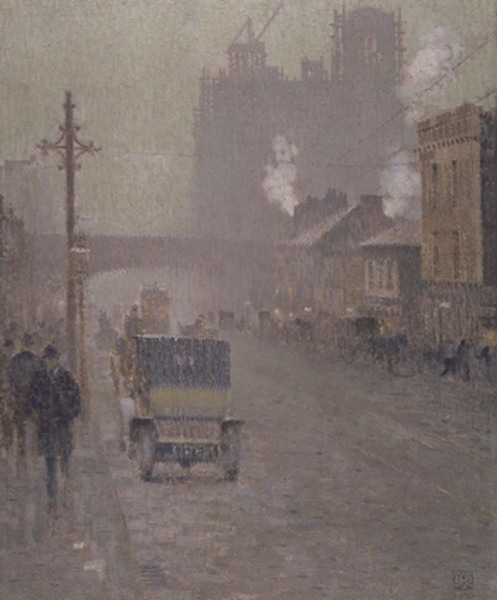
Pintura de Oxford Road, Mánchester en 1910.